# ISO 3166-2:MC

Die neun Stadtbezirke (aktuell seit 13. September 2013)

Die Liste der ISO-3166-2-Codes für  Monaco enthält die Codes für die 17 Stadtbezirke.

Die Codes bestehen aus zwei Teilen, die durch einen Bindestrich voneinander getrennt sind. Der erste Teil gibt den Landescode gemäß ISO 3166-1 (für  Monaco MC), der zweite den Code für den Stadtbezirk wieder.
Die aktuellen Codes stehen auf der Seite der ISO unter #iso:code:3166:MC zur Verfügung.

Das Territorium des Fürstentums wurde per 13. September 2013 durch eine souveräne Verordnung neu geordnet und umfasst seither neun Stadtbezirke.
| Stadtviertel        | Code  |
| ------------------- | ----- |
| La Condamine        | MC-CO |
| Fontvieille         | MC-FO |
| Jardin Exotique     | MC-JE |
| La Colle            | MC-CL |
| La Gare             | MC-GA |
| La Source           | MC-SO |
| Larvotto            | MC-LA |
| Les Moneghetti      | MC-MG |
| Malbousquet         | MC-MA |
| Monaco-Ville        | MC-MO |
| Monte-Carlo         | MC-MC |
| Moulins             | MC-MU |
| Port-Hercule        | MC-PH |
| Saint-Roman         | MC-SR |
| Sainte-Dévote       | MC-SD |
| Spélugues           | MC-SP |
| Vallon de la Rousse | MC-VR |